# John Stuart (Schauspieler)
John Stuart (* 18. Juli 1898 in Edinburgh, Schottland; † 17. Oktober 1979 in London; eigentlich John Alfred Louden Croall) war ein schottischer Schauspieler und ein populärer Leading Man in britischen Stummfilmen der 1920er Jahre.

## Leben
John Stuart gab sein Filmdebüt im Jahr 1920. Nach Stummfilmerfolgen wie Maurice Elveys Hindle Wakes (1927) resultierte auch sein erster Tonfilm, Victor Savilles Kitty (1929) positiv. In beiden Filmen und vielen weiteren Ende der 1920er Jahre spielte Stuart die Hauptrolle neben Estelle Brody.
Bereits in den Kindertagen des britischen Fernsehens wirkte John Stuart für das neue Medium. Mit fortschreitendem Alter wechselte Stuart ins Charakterfach. Seine letzte Kinorolle spielte Stuart in dem Film Superman (1978); in seinem Todesjahr sah man ihn noch in einer Folge der britischen Fernsehserie Accident. Der Schauspieler trat in mehr als 180 Kino- und Fernsehproduktionen auf.
1930 heiratete er die Schauspielkollegin Muriel Angelus (Der große McGinty), die er im gleichen Jahr bei den Dreharbeiten zu der romantischen Komödie No Exit kennengelernt hatte; die Ehe hielt zehn Jahre und blieb kinderlos.
John Stuarts letzte Ruhestätte liegt auf dem Brompton Cemetery in London.

## Filmografie (Auswahl)
- 1925: Irrgarten der Leidenschaft (The Pleasure Garden)
- 1930: Elstree Calling
- 1932: Nummer siebzehn (Number Seventeen)
- 1933: Ahasver, der ewige Jude (The Wandering Jew)
- 1935: Der rote Sultan (Abdul the Damned)
- 1942: The Missing Million
- 1951: Der wunderbare Flimmerkasten (The Magic Box)
- 1954: Robin Hood, der rote Rächer (The Men of Blackwood Forest)
- 1957: Die nackte Wahrheit (The Naked Truth)
- 1958: Frankensteins Rache (The Revenge of Frankenstein)
- 1958: Der Dämon mit den blutigen Händen (Blood of the Vampire)
- 1958: Postlagernd Westminster (Chain of Events)
- 1959: Die Rache der Pharaonen (The Mummy)
- 1960: Die letzte Fahrt der Bismarck (Sink the Bismarck!)
- 1960: Das Dorf der Verdammten (Village of the Damned)
- 1963: Haus des Grauens (Paranoiac)
- 1978: Superman (Superman)